# Bechir Ghariani
 (février 2021).
Si vous disposez d'ouvrages ou d'articles de référence ou si vous connaissez des sites web de qualité traitant du thème abordé ici, merci de compléter l'article en donnant les références utiles à sa vérifiabilité et en les liant à la section « Notes et références ».
Bechir Ghariani (arabe : البشير الغرياني), né le 17 janvier 1961 à Tunis, est un acteur et metteur en scène de théâtre tunisien.

## Biographie
Il commence sa carrière en 1978, d'abord comme amateur puis comme professionnel. Il est acteur, assistant metteur en scène, metteur en scène et l'un des fondateurs du Théâtre national tunisien en 1984.

## Distinctions
- 1985 : Grand prix du Festival de théâtre arabe de Bagdad
- 1996 : Meilleur acteur au Festival international de théâtre contemporain et expérimental du Caire
- 2000 : Grand prix du théâtre japonais hors du Japon
- 2003 : Grand prix du Festival de théâtre des sourds (Canada)

## Œuvres

### Metteur en scène
- 1984 : Al Lawha wa el Kinaâ (اللوحة و القناع)
- 1985 : Al Soud Ela Almonhader Alramedi (الصعود إلى المنحدر الرمادي)
- 1986 : Le Messager anonyme (الرسول المجهول)
- 2002 : Nahnou Nonched Chebbi (نحن ننشد الشابي)

### Assistant mise en scène
- 2001 : premier assistant pour l'ouverture des Jeux méditerranéens de 2001 avec Mohamed Driss
- 2001 : premier assistant pour La Fuite (الهربة), texte de Gao Xingjian et mise en scène de Mohamed Driss
- 2005 : premier assistant pour Les Opportunistes (المتشعبطون) avec Mohamed Driss
- 2008 : premier assistant pour La Vie est un rêve (الحياة حلم) avec Hassan Mouadhen
- 2012 : premier assistant pour Al Rahib (الرهيب) avec Mounir Argui
- 2014 : premier assistant pour Kalila wa Dimna (كليلة و دمنة) avec Mokhtar Louzir

### Acteur

#### Théâtre
- 1978 : Esal Mujarib (اسأل مجرب)
- 1979 : Hedha Ysih w Hedha Ysih (هذا يصيح و هذا يصيح)
- 1980 : Le Volcan (البركان)
- 1981 : El Denya Machékel (الدنيا مشاكل)
- 1982 : Loobat al Soltan wa Alwazir (لعبة السلطان و الوزير)
- 1984 : Min Ayna Hadihi el Beliya (من أين هذه البلية), mise en scène de Moncef Souissi
- 1985 : Mes respects (احتراماتي), mise en scène d'Abdelghani Ben Tara
- 1986 : Rihlat al Moufajaat (رحلة المفاجآت), pièce pour enfants mise en scène par Habiba Jendoubi
- 1986 : Alsayyad el Nabil (الصياد النبيل), mise en scène d'Abdel Haq Khamir
- 1986 : El Katakit (الكتاكيت), mise en scène de Mokhtar Louzir
- 1987 : Madinat al Muqannain (مدينة المقنعين), mise en scène de Moncef Souissi
- 1991 : Le Mur (الحائط), mise en scène de Mokhtar Louzir
- 1993 : Don Juan (دون جوان), mise en scène de Mohamed Driss
- 1993 : Le Cadavre encerclé (الجثة المطوّقة), mise en scène de Ridha Drira
- 1994 : Ubu roi (الدحداح ري), mise en scène de Mohamed Driss
- 1995 : Rajel wa Mraa[2] (راجل و مرا), mise en scène de Mohamed Driss
- 1995 : Zeyneb (زينب), texte d'Aroussia Nalouti et mise en scène de Lotfi Achour
- 1997 : Massacre à Paris (فاجعة في باريس)
- 1998 : Hadith (حدث), mise en scène de Mohamed Driss
- 1999 : Ce soir on improvise, mise en scène de Francisco Chancy
- 2000 : Aden Aden (عدن عدن) mise en scène de Hassan Mouadhen
- 2001 : La Fuite (الهربة), mise en scène de Mohamed Driss
- 2003 : Mourad III (مراد الثالث), texte de Habib Boularès et mise en scène de Mohamed Driss
- 2004 : Les Opportunistes (المتشعبطون), mise en scène de Mohamed Driss
- 2006 : Othello ou Étoile d'un jour (عطيل), mise en scène de Mohamed Driss
- 2008 : La Vie est un songe (الحياة حلم), d'après la pièce La vie est un songe de Pedro Calderón de la Barca, mise en scène de Hassan Mouadhen
- 2009 : Le Malade imaginaire (الموسوس), mise en scène de Mohamed Driss
- 2012 : Al Rahib (الرهيب), mise en scène de Mounir Argui
- 2013 : Plateau[3], mise en scène de Ghazi Zoghbani
- 2014 : Kalila wa Dimna (كليلة و دمنة)[4], mise en scène de Mokhtar Louzir
- 2015 : Dès que je t'ai vu[5] (حين رأيتك), mise en scène de Salah Fellah
- 2016 : Don Quichotte[6],[7], mise en scène de Marco Magoa
- 2017 : Un rêve de nuit d'hiver (حلم ليلة شتاء), mise en scène de Mokhtar Louzir
- 2019 : Messages de la liberté (رسائل الحرية), mise en scène de Hafedh Khalifa
- 2022 : Cauchemar d'Einstein (كابوس آينشتاين), mise en scène d'Anouar Chaafi
- 2023 : La Divina Commedia (الكوميديا الالهية), mise en scène de Hafedh Khalifa
- 2024 : Livre d'Aladin (كتاب علاء الدين), mise en scène de Mokhtar Louzir

#### Cinéma
- 1997 : Tunisiennes (بنت فاميليا) de Nouri Bouzid
- 2002 : Le Chant de la noria (نغم الناعورة) d'Abdellatif Ben Ammar
- 2007 : Le Sacre de l'homme de Jacques Malaterre
- 2012 : Le Professeur de Mahmoud Ben Mahmoud
- Trois courts métrages[Lesquels ?] avec des jeunes réalisateurs[Qui ?]

#### Télévision
- 1986 : deux feuilletons pour enfants[Lesquels ?] avec Mokhtar Louzir
- 1987 : participation dans un programme hebdomadaire pour enfants[Lequel ?] avec Mokhtar Louzir
- 2001 : Dhafayer (ضفائر) de Habib Mselmani
- 2003 : Khota Fawka Assahab (رباعية خطى فوق السحاب) d'Abdellatif Ben Ammar
- 2003 : Ikhwa wa Zaman (اخوة و زمان) de Hamadi Arafa
- 2004 : Loutil (سيتكوم لوتيل) de  Slaheddine Essid
- 2005 : Choufli Hal (saison 1) de Slaheddine Essid : Hssouna
- 2009 : Aqfas Bila Touyour (ar) (اقفاص بلا طيور) d'Ezzeddine Harbaoui
- 2019 : Kingdoms of Fire (en) (ممالك النار) de Peter Webber
- 2020 : Koudhat Min Tarikhina (قضاة من تاريخنا : القاضي ابن زياد) d'Anouar Ayachi

#### Radio
Il participe à plus de trente feuilletons radiophoniques :
- Œdipe le roi (أوديب الملك)
- Rahmana (رحمانة)
- Bayat al Khobz (بائعة الخبز)
- Oumaya Ben Abi Salat (أمية أبن ابي سلط)
- Jninat al Aarayss (جنينة العرايس)
- Sabra (صابرة)
- Hkayet al Ajdad (حكاية الأجداد)
- Bay al Chaab Ali Ben Ghdahem (باي الشعب علي بن غذاهم)[8]
- Moncef Bey (المنصف باي)